# Tesserodoniella
Tesserodoniella är ett släkte av skalbaggar. Tesserodoniella ingår i familjen bladhorningar.
Kladogram enligt Catalogue of Life:
| Tesserodoniella | \| \| Tesserodoniella elguetai \| \| \| \| \| \| Tesserodoniella meridionalis \| \| \| \| |
|                 | \| \| Tesserodoniella elguetai \| \| \| \| \| \| Tesserodoniella meridionalis \| \| \| \| |
|                 | Tesserodoniella elguetai                                                                  |
|                 |                                                                                           |
|                 | Tesserodoniella meridionalis                                                              |
|                 |                                                                                           |